# SN 2006gy
 SN 2006gy  var en extremt ljusstark supernova i galaxen NGC 1260 som upptäcktes runt den 18 september 2006. Den observerades först av R. Quimby and P. Mondol, och studerades senare av flera andra team av astronomer som använde flera teleskop, så som Chandra, Lick, and Keck. Den 7 maj 2007 presenterade NASA och flera andra den första detaljerade analysen av supernovan och beskrev den som "den ljusaste stellära explosionen som någonsin observerats"

## Egenskaper

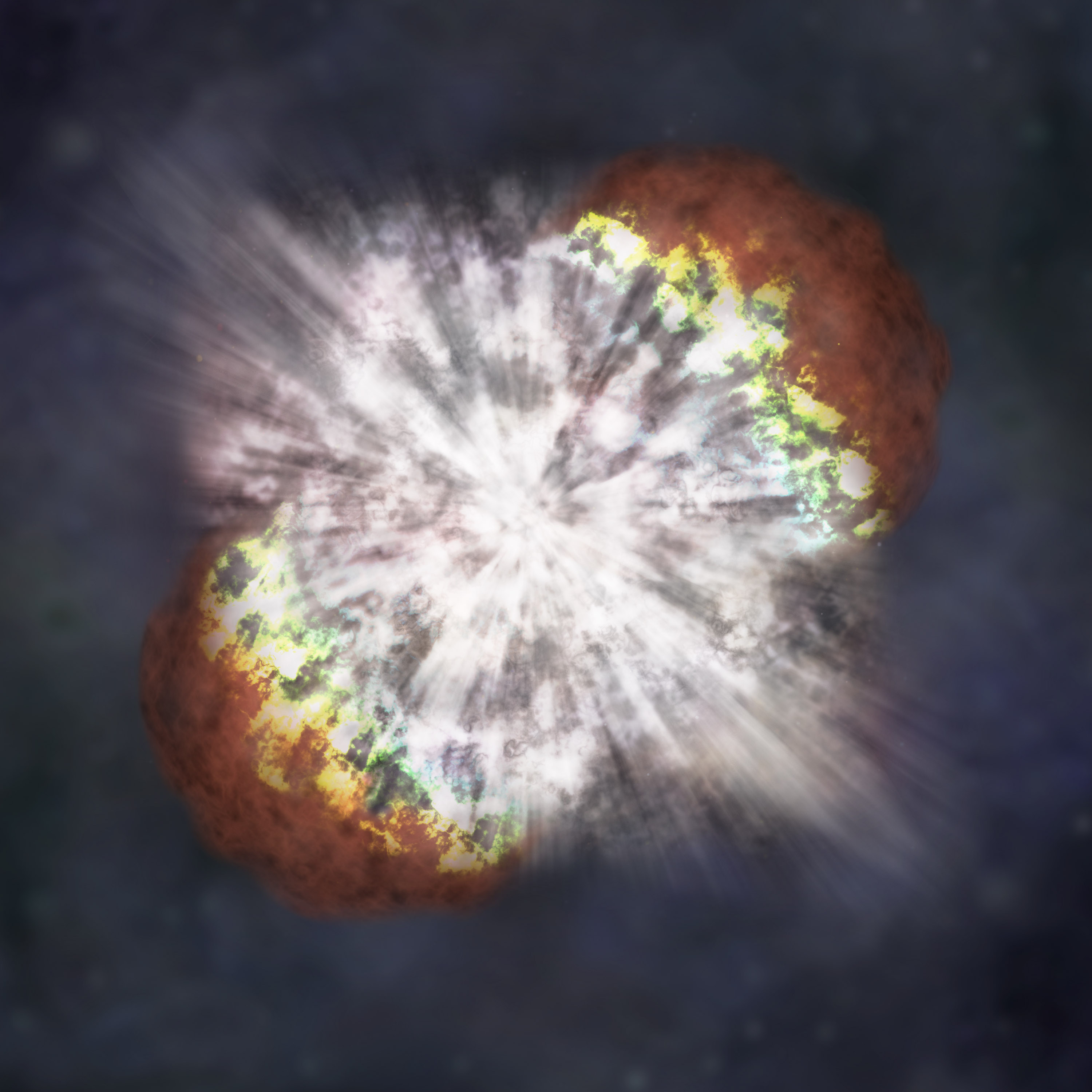
Illustration av explosionen som orsakade SN 2006gy

SN 2006gy inträffade i den avlägsna galaxen NGC 1260, ungefär 238 miljoner ljusår härifrån. Alltså, på grund av tiden det tog för supernovans ljus att nå jorden, inträffade supernovan för ungefär 238 miljoner år sedan. Preliminära indikationer är att det var en ovanlig hög-energisk supernova av en jättestor stjärna, på ungefär 150 solmassor, eller möjligen av den typen som kallas "par instabillits" supernova. Den kinetiska energi som släpptes lös av explosionen har uppskattats till 1052 ergs vilket gör den till 10 gånger mer kraftfull än vad en vanlig supernova, som producerar 1051 ergs av energi. Eftersom SN 2006gy har linjer av väte, så den är klassificerad som en typ II supernova, fast den extrema ljusheten tyder på att den är olik en vanlig typ II nebulosa.